# 哈达卢环礁
南蒂拉敦马蒂环礁（羅馬化：Thiladhunmathi Dhekunuburi），行政名称为哈達盧環礁（以第一个与第十二个它拿字母命名），是馬爾代夫的行政環礁，由一個環礁的南部組成，共38個島嶼（其中14個有人居住）組成，人口為19648。環礁上有一個内陸機場。
哈達盧環礁是行政環礁，僅為行政區劃，並不是自然環礁。一如其他行政環礁，這些名稱並不能精確地從地理或文化上劃分馬爾代夫。